# سردجان سبيريدونوفيتش
سردجان سبيريدونوفيتش (بالفرنسية: Srđan Spiridonović) مواليد 13 أكتوبر 1993 في النمسا، هو لاعب كرة قدم نمساوي احترف سابقاً في دوري الدرجة الأولى السعودي مع نادي هجر ونادي السالمية الكويتي كلاعب وسط.

## روابط خارجية
- سردجان سبيريدونوفيتش على موقع الاتحاد الأوربي (الإنجليزية)
- سردجان سبيريدونوفيتش على موقع قاعدة بيانات كرة القدم.إي يو (الإنجليزية)
- سردجان سبيريدونوفيتش على موقع Soccerbase.com (لاعب) (الإنجليزية)
- سردجان سبيريدونوفيتش على موقع Soccerway.com (الإنجليزية)
- سردجان سبيريدونوفيتش على موقع عالم كرة القدم.نت (الإنجليزية)
- سردجان سبيريدونوفيتش على موقع AS.com (الإسبانية)